# هونمینجانگوم
هونمینجانگوم (کره‌ای: 훈민정음; هانجا: 訓民正音; با معنیِ تحت‌الفظیِ «واج‌های درست برای آموزش مردم») رساله‌ای تاریخی است که یک خط کاملاً تازه و بومی را برای زبان کره‌ای معرفی می‌کند.این خط در ابتدا پس از انتشار با همین نام شناخته شد اما بعدها با نام هانگول شناخته شد. در اصل شامل ۲۸ نویسه به گونه‌ای بود تا مردم عادی و بی‌سواد در هانجا (نویسه‌های چینی) هم بتوانند به آسانی و دقت، خواندن و نوشتنِ زبان کره‌ای را بیاموزند. چهار حرف از این ۲۸ نویسه با گذر زمان از کاربرد افتادند. املای نخستینِ عنوان رساله، 훈〮민져ᇰ〮ᅙᅳᆷ با تلفظِ «Húnminjyéongʼeum» (و در نسخهٔ کرهٔ شمالی Húnminjyéonghʼeum) بود.
هون‌مین‌جانگ‌اِم در شمارهٔ صد و دویِ «سالنامه پادشاه سجونگ» چاپ شد و هم‌اکنون، تاریخ انتشار رسمیِ فرضی آن، نهم اکتبر ۱۴۴۶، در کرهٔ جنوبی، روز هانگول است. برخی گزارش‌های تاریخی، اختراع این خط را در بیست و پنجمین سالِ سلطنت سجونگ  (۱۴۴۳–۱۴۴۴) می‌دانند. یونسکو نسخه خطیِ این رساله به سالِ ۱۴۴۶ را که در حافظه جهانی گنجاند.

## واژه‌شناسی
واژگان «هون‌مین» و «جانگ‌اِم» به ترتیب به معنای «آموزش به مردم» و «صداهای مناسب» هستند. در نهایت «هون‌مین‌جانگ‌اِم» به معنای «صداهای درست برای آموزش مردم» است.
این الفبا در همان ابتدای ساخته‌شدن توسط شاه‌سجونگ، با همین نامِ «هون‌مین‌جانگ‌اِم» معرفی می‌شد اما امروزه با نام «هانگول» شناخته می‌شود.

## تاریخچه
پیش از ساختن هانگول، کره‌ای‌ها از خط چینی بهره می‌گرفتند. از آنجایی که زبان‌های چینی و کره‌ای شباهت‌های اندکی دارند، وام‌گرفتن حروفِ چینی برای انعکاس زبانِ گفتاری، ناکارآمد است. افزون بر این، در زمان سلطنت پادشاه سجونگ، سلسلهٔ مینگ به تازگی در چین به قدرت رسیده بود. شاهان مینگ، تلفظ حروف چینی را تغییر دادند و یادگیری تلفظ استانداردِ تازهٔ چینی در راستای ضبط واژگان برای کره‌ای‌ها سخت‌تر شد. از آنجایی که خواندن و یادگرفتن نویسه‌های چینی در میان اشراف و بزرگان محدود شده بود، سطح بی‌سوادی هم بالا مانده بود. خط چینی عموماً در اسناد رسمی توسط اشراف به کار می‌رفت. استفاده و یادگیری نویسه‌های چینی برای اشراف، نماد قدرت و امتیاز تبدیل بود. شاه‌سجونگ، به منظور دسترسی بیشترِ مردم عادی به اَمرِ نوشتار، آغاز به ساختِ هانگول به طرزِ مخفیانه کرد چراکه همچین اتفاقی به ضررِ طبقه اشراف تمام می‌شد.
هانگول شخصا توسط سجونگ بزرگ، چهارمین پادشاه سلسله چوسان ابداع شد و خودِ او آن را در سال ۱۴۴۳ آشکار کرد. پیشتر عموماً تصور می‌شد که پادشاه سجونگ دستور اختراع هانگول را به «تالار شایستگان» داده است اما اسناد تازه‌یافت مانند وقایع‌نامه سالیانه سلسله چوسان تأکید می‌کنند که او خودش این خط را اختراع کرده است. این تاکید در کتاب ۱۱۳ از سالنامه پادشاه سجونگ (Sejongsillok) مربوط به «نهمین ماه و بیست و هشتمین سال سلطنت پادشاه سجونگ» دیده می‌شود. زان‌پس، پادشاه سجونگ دیباچهٔ هون‌مین‌جانگ‌اِم را نوشت و منشأ و آماجِ هانگول را توضیح داد و نمونه‌ها و توضیحات کوتاهی را ارائه کرد و سپس تالار شایستگان را مأمور ساخت تا نمونه‌ها و توضیحات مفصل‌تری را بنویسند. رئیس تالار شایستگان، جانگ این‌جی، مسئول تدوین شد. در آخر هون‌مین‌جانگ‌اِم در سال ۱۴۴۶ برای عموم منتشر شد.

## درون‌مایه
خودِ این رساله به زبان چینی کلاسیک نوشته شده‌است و شامل یک پیشگفتار، حروف الفبا (jamo) و توضیحات مختصری درباره آواهای مربوطهٔ آنهاست. این رساله بعدها با رساله طولانی‌تری به نام Hunminjeongeum Haerye تکمیل‌تر شد که در کره به‌عنوان گنجینهٔ ملیِ شمارهٔ ۷۰ نام‌گذاری شد. در راستای ایجادِ تمایز میانِ این دو نسخهٔ اولیه و ثانویه، هون‌مین‌جانگ‌اِمِ نخستین را گاهی «نسخه نمونه و ساده» ( 훈민정음예의본; 訓民正音例義本) می‌نامند.
هون‌مین‌جانگ‌اِمِ چینی کلاسیک (漢文/hanmun) تا اندازه‌ای به کره‌ای میانه ترجمه شده‌است. این ترجمه در کتابی دینی از آیین بودایی به نامِ وُرین‌ساکبو (Worinseokbo) قرار دارد و هون‌مین‌جانگ‌اِم آن‌هه‌بُن (Hunminjeongeum Eonhaebon) نامیده می‌شود.
نخستین پاراگراف رساله، انگیزه شاه‌سجونگ برای ساخت هانگول را می‌نمایاند:
- چینی کلاسیک (اصلی):

國之語音
異乎中國
與文字不相流通
故愚民 有所欲言
而終不得伸其情者多矣
予爲此憫然
新制二十八字
欲使人人易習便於日用耳
- نویسه‌گردانی:
  - ۱. Kúik jig yěeog ʼeum.
  - ۲. Ōíg hhog dyung kúik.
  - ۳. Ōyěog mun jjáwg búlʼ syang lyuw tong.
  - ۴. Kóg yeug min yěuw sǒg ōyók yeeon.
  - ۵. Zig jyung búlʼ déuk sin kkeuig jjyeong jyǎg dag yěeuig.
  - ۶. Ōyeog ōúig chǎwg mǐn zyeon.
  - ۷. Sin jyéoig zíg ssíb bálʼ jjáwg.
  - ۸. Ōyók sǎwg zin ōíg ssíb bbyeon ʼeog zílʼ ōyóng zǐg.
- ترکیبی از هانجا (شخصیت های چینی) و هانگول (Eonhaebon):[۱۰]

‌‌‌‌‌國귁〮之징語ᅌᅥᆼ〯音ᅙᅳᆷ이〮
異잉〮乎ᅘᅩᆼ中듀ᇰ國귁〮ᄒᆞ〮야〮
與영〯文문字ᄍᆞᆼ〮로〮不부ᇙ〮相샤ᇰ流류ᇢ通토ᇰᄒᆞᆯᄊᆡ〮
故공〮로〮愚ᅌᅮᆼ民민이〮有ᅌᅮᇢ〯所송〯欲욕〮言ᅌᅥᆫᄒᆞ〮야도〮
而ᅀᅵᆼ終쥬ᇰ不부ᇙ〮得득〮伸신其끵情쪄ᇰ者쟝〯ㅣ多당矣ᅌᅴᆼ〯라〮
予영ㅣ爲윙〮此ᄎᆞᆼ〯憫민〯然ᅀᅧᆫᄒᆞ〮야〮
新신制졩〮二ᅀᅵᆼ〮十씹〮八바ᇙ〮字ᄍᆞᆼ〮ᄒᆞ〮노니〮
欲욕〮使ᄉᆞᆼ〯人ᅀᅵᆫ人ᅀᅵᆫᄋᆞ〮로〮易잉〮習씹〮ᄒᆞ〮야〮便뼌於ᅙᅥᆼ日ᅀᅵᇙ〮用요ᇰ〮耳ᅀᅵᆼ〯니라〮
- نویسه‌گردانی:
  - ۱. Kúik jig yěeog ʼeum ōí.
  - ۲. Ōíg hhog dyung kúik háw ōyá.
  - ۳. Ōyěog mun jjáwg ló búlʼ syang lyuw tong hawl ssáwi.
  - ۴. Kóg ló yeug min ōí yěuw sǒg ōyók yeeon háw ōya dó.
  - ۵. Zig jyung búlʼ déuk sin kkeuig jjyeong jyǎg i dag yěeuig lá.
  - ۶. Ōyeog i ōúig chǎwg mǐn zyeon háw ōyá.
  - ۷. Sin jyéoig zíg ssíb bálʼ jjáwg háw no ní.
  - ۸. Ōyók sǎwg zin zin ōáw ló ōíg ssíb háw ōyá bbyeon ʼeog zílʼ ōyóng zǐg ni lá.
- ترجمه‌شده به کره‌ای نوشتاری (Eonhaebon):[۱۰]

나랏〮말〯ᄊᆞ미〮
中듀ᇰ國귁〮에〮달아〮
文문字ᄍᆞᆼ〮와〮로〮서르ᄉᆞᄆᆞᆺ디〮아니〮ᄒᆞᆯᄊᆡ〮
이〮런젼ᄎᆞ〮로〮어린〮百ᄇᆡᆨ〮姓셔ᇰ〮이〮니르고〮져〮호ᇙ〮배〮이셔〮도〮
ᄆᆞᄎᆞᆷ〮내〯제ᄠᅳ〮들〮시러〮펴디〮몯〯ᄒᆞᇙ노〮미〮하니〮라〮
내〮이〮ᄅᆞᆯ〮為윙〮ᄒᆞ〮야〮어〯엿비〮너겨〮
새〮로〮스〮믈〮여듧〮字ᄍᆞᆼ〮ᄅᆞᆯ〮ᄆᆡᇰᄀᆞ〮노니〮
사〯ᄅᆞᆷ마〯다〮ᄒᆡ〯ᅇᅧ〮수〯ᄫᅵ〮니겨〮날〮로〮ᄡᅮ〮메〮便뼌安ᅙᅡᆫ킈〮ᄒᆞ고〮져〮ᄒᆞᇙᄯᆞᄅᆞ미〮니라〮
- نویسه‌گردانی:
  - ۱. Ni lás mǎl ssaw mí.
  - ۲. Dyung kúik ōéoi dal ōá.
  - ۳. Mun jjáwg ōóa ló seo leu saw maws dí ōa ní hawl ssáwi.
  - ۴. Ōí leon jyeon cháw ló ōeo lín báwik syéong ōí ni leu kó jyéo hólʼ bái ōi syéo dó.
  - ۵. Maw cháwm nǎi jeoi bdéu déul si léo pyeo dí mǒd hawlʼ nó mí ha ní lá.
  - ۶. Nái ōí láwl ōúig háw ōyá ōěo ōyeos bí neo kyéo.
  - ۷. Sái ló séu méul ōyeo déulb jjáwg láwl mawing káw no ní.
  - ۸. Sǎ lawm mǎ dá hǎwi hngwyéo sǔ ví ni kyéo nál ló bsú méoi bbyeon ʼan khéui haw kó jyéo hawlʼ sdaw law mí ni lá.
- ترجمه فارسی:

زان جا که گفتارِ (زبانِ) این کشور با زبان چین متفاوت است، [زبان گفتاری] با حروف [چینی] مطابقت ندارد. بنابراین، حتی اگر بی‌سوادان بخواهند ارتباط برقرار کنند، بسیاری از آنها در نهایت نمی‌توانند با موفقیت، خود را اِبراز کنند. من که از این موضوع ناخوشنود شدم، ۲۸ نویسهٔ نو ساخته‌ام. آرزوی من این است که همه مردم به راحتی این نویسه‌ها را یاد بگیرند و برای استفاده روزانه، راحت باشند.

## نسخه‌ها
دو نسخه خطیِ اصلی از هون‌مین‌جانگ‌اِن در دست است:
- یکی هفت صفحه که به زبان چینی کلاسیک نوشته شده است. (صفحه‌ای از این نسخه را در ابتدای همین مقاله می‌بینیم.) دوباره سه رونوشت از این نسخه باقی مانده‌است:
  - همانی که در ابتدای نسخهٔ مکملٔ ثانویه یافت شد.
  - موردی که در بخشِ ۱۱۳ از کتاب وقایع‌نامهٔ شاه‌سجونگ (Sejongsillok) (세종실록؛ 世宗實錄؛ " The Sejong Chronicles ") هست.
- دومی هم همان ترجمهٔ کرهٔ میانیِ رساله (Eonhaebon) است که ۳۶ صفحه دارد و به طور گسترده حاشیه‌نویسی‌های هانگول دارد. نویسه‌ها به دو سبکِ قلم مو و هندسی (geometric) نوشته شده‌اند. چهار رونوشت هم از این نسخهٔ دومی باقی مانده‌است:
  - در ابتدایِ وُرین‌ساکبو (Worinseokbo) (월인석보؛ 月印釋譜) که یک کتاب مقدس بودایی است.
  - یکی که توسط پاک ِ س‌نگ بین حفظ ‌ده است
  - یکی دیگر که توسط کانازاوا، یک فرد ژاپنی حفظ شده‌است
  - یکی هم که در آژانس امپراتوری خانوار ژاپن نگهداری می‌شود.